# Elling Carlsen
Pour les articles homonymes, voir Carlsen.
Elling Carlsen (Tromsø, 8 septembre 1819-Tromsø, 18 avril 1900) est un navigateur et explorateur norvégien, célèbre pour avoir découvert l'archipel François-Joseph.

## Biographie

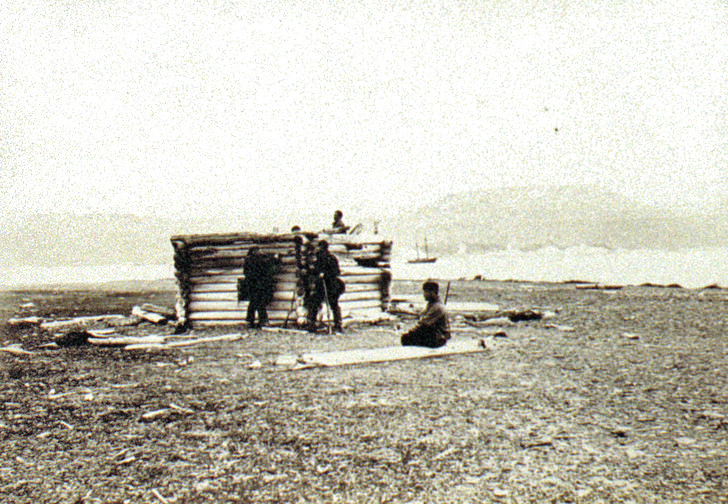
Les ruines du camp de Barentz découvert par Carlsen en 1871.

Pratiquant la chasse aux phoques dès 1843, il devient capitaine en second en 1846. En 1848, il sauve le capitaine Bakken et ses hommes au lieu-dit Sörfjord au Spitzberg. En 1851, il est le premier à apporter en Norvège la nouvelle de la guerre de Crimée.
Le 21 juillet 1859, il découvre Kong Karls Land. Il fait de nombreux voyages en Arctique et en 1863, visite l'île Hopen et Kvitøya, ce qui n'était pas arrivé depuis le passage de Cornelis Giles en 1707. Il parvient à accomplir la circumnavigation complète du Spitzberg. 
En 1868, il explore la mer de Kara et, en 1871, parti de Hammerfest sur le sloop Solide le 10 mai, découvre le 7 septembre les restes du camp d'hivernage de l'expédition de Willem Barentsz sur la côte nord-est de la Nouvelle-Zemble. Rencontrant le capitaine Fritz Mack, ils naviguent de conserve et déterminent que la pointe nord-est de la Nouvelle-Zemble est rapportée de manière inexacte dans les cartes modernes. 
En 1872-1874, il participe à l'expédition de Julius von Payer et de Karl Weyprecht et découvre avec eux l'archipel François-Joseph. Après l'abandon du Tegetthoff en mai 1874, il est vice-commandant lors de la retraite. La Nouvelle-Zemble est atteinte le 17 août 1874 et le 24 août les hommes sont recueillis par la goélette Nikolaj.
Il fait encore un voyage avec Charles Gardiner en mer de Barentz (1876) et en 1881, dirige le premier voyage touristique au Svalbard.
Gardien de phare au sud des îles Lofoten (1879-1894), il meurt à Tromsø en 1900.

## Hommages et distinctions
- Ordre de Saint-Olaf (1872)
- Chevalier de l'Ordre de François-Joseph (1874)
- Carlsenøya dans le détroit d'Hinlopen a été nommée en son honneur.

## Œuvre
- Optegnelser fra den österrigsk-ungarske Polarexpedition, Tromsø, 1875